# Ariel Badano
Ariel Humberto Germán Badano Pereira (11 de octubre de 1920, Montevideo - 4 de mayo de 2005) fue un ingeniero, periodista y escritor uruguayo.

## Biografía
Fue hijo de Humberto Badano y María Elonor Pereira. Ingeniero de profesión, se dedicó también al periodismo, participando en distintos semanarios, diarios y revistas uruguayas, particularmente en las publicaciones periódicas del Partido Comunista, el cual integró gran parte de su vida. A nivel poético, su período de mayor producción tuvo lugar entre 1947 y mediados de la década de 1960. Sus libros de poesías recibieron premios en distintas oportunidades.
Según Enrique Fierro, Badano fue evolucionando su poesía desde su libro Cantos Generales (1947), donde se nota "muy respetuoso de la tradición literaria", hacia textos y poesías de marcada tendencia política y reivindicación social. Asimismo tuvo una incursión en la dramaturgia, con la obra de teatro en colaboración con Alejandro Lerena llamada "Una muerte para Pedro Bueno", la cual se estrenó en 1957.
Según Raviolo y Rocca su obra presenta una gran influencia del poeta chileno Pablo Neruda.
Su voz leyendo varios de sus poemas fue editada en un disco de vinilo de 45 RPM.
Murió el 4 de mayo de 2005 a la edad de 84 años.

## Obra

### Poesía
- Sonetos a Don Quijote (1947)
- Cantos generales (Letras. 1947)
- Voces del hombre (Ciudadela. 1949)
- Artigas (Montevideo. 1950)
- Alba combatiente (Pueblos Unidos. 1951)
- Amor, amor (1951)
- Ocho sonetos (1952)
- Cantos para niños (1953)
- Canto a la primavera (1958)
- Canto para los nuevos horizontes (Ciudadela. 1962)

### Prosa
- El átomo ¿amigo o enemigo? (Pueblos Unidos. 1951)
- Cuba encabeza la marcha (Alorta. 1960)
- 50 mentiras y 50 verdades sobre Cuba (Estrella. 1961)
- Autopsia del "caballo muerto" dos años de "Alianza para el progreso (Estrella. 1964)